# نيكورانديل
نيكورانديل هو دواء موسع للأوعية مضاد للذبحة، أي يستعمل في علاج الذبحة الصدرية.
نيكورانديل موسع وعائي نتري، وهو يوسع الشرايين التاجية الكبيرة في تراكيز منخفضة في البلازما. أما في التراكيز العالية، فهو يقلل من مقاومة الأوعية التاجية.

## الأسماء التجارية
يتوفر نيكورانديل في بلدان مختلفة، لكنه غير متوفر في الولايات المتحدة. وهذه قائمة ببعض الأسماء التجارية التي يسوق بها الدواء
- في المملكة المتحدة وأستراليا وأغلب أوروبا: Ikorel
- في رومانيا وبولندا: Angedil
- في سويسرا: Dancor
- في الهند: Nikoran,PCA
- في الفلبين: Aprior
- في اليابان: Nitorubin
- في اليابان وكوريا الجنوبية وتايوان: Sigmart